# لنارت هارتمن
لنارت هارتمن (انگلیسی: Lennart Hartmann؛ زادهٔ ۳ آوریل ۱۹۹۱) بازیکن فوتبال اهل آلمان است.
از باشگاه‌هایی که در آن بازی کرده‌است می‌توان به باشگاه فوتبال هرتابرلین و باشگاه فوتبال آلمانیا آخن اشاره کرد.
وی همچنین در تیم‌های ملی فوتبال جوانان آلمان، و جوانان آلمان، و جوانان آلمان، و جوانان آلمان، بازی کرده‌است.